# Lee Hyun-woo
Đây là một tên người Triều Tiên, họ là Lee.
Lee Hyun Woo (Hàn tự: 이현우, Hán-Việt: Lý Huyền Vũ) sinh ngày 23 tháng 3 năm 1993, là nam diễn viên Hàn Quốc. Với tư cách là diễn viên nhí, anh đã tham gia một số bộ phim truyền hình như The Return of Iljimae và Nữ vương Seondeok. Sau khi đến tuổi thanh thiếu niên, anh được biết đến trong bộ phim Cao thủ học đường, Man from the Equator, To the Beautiful You, và bộ phim nổi tiếng năm 2013 Secretly, Greatly.

## Sự nghiệp
Lee Hyun-woo bắt đầu sự nghiệp của mình với tư cách là một diễn viên nhí, xây dựng sự nghiệp của mình bằng cách tham gia nhiều vai diễn trong nhiều bộ phim nổi tiếng, như Thái vương tứ thần ký, Thế Tông Đại vương, The Return of Iljimae, và Nữ vương Seondeok.
Sau khi tham gia vào vai Chan-doo trong Cao thủ học đường, anh đã tham gia vở nhạc kịch Footloose vào năm 2010, hóa thân vào nhân vật chính tên Ren, đóng bởi Kevin Bacon trong bộ phim gốc.
Vào năm 2011 anh và ca sĩ K-pop Yoon Doo Joon (từ B2ST) bắt đầu dẫn chương trình ca nhạc Music on Top trên kênh truyền hình cáp jTBC. Anh xuất hiện trong MV "You and I" của IU. Anh tiếp tục mở rộng khả năng diễn xuất của mình trong nhiều bộ phim cổ trang như Gyebaek, phim hành động Man from the Equator, và là khách mời trong bộ phim Brain.
Vào năm 2012, anh đóng vai diễn viên nam thứ trong bộ phim To the Beautiful You, phim truyền hình Hàn Quốc dựa theo truyện manga Hana-Kimi của Nhật Bản, với vai Shuichi Nakatsu. Là thành viên của đội bóng đá nổi tiếng FC Avengers, anh đã biểu diễn những cảnh đá bóng mà không cần diễn viên đóng thế. Mặc dù bảng xếp hạng đánh giá trong nước thấp, To the Beautiful You dẫn đầu Làn sóng Hàn Quốc đưa anh đến nhiều quốc gia như Singapore, Malaysia, Đài Loan, Trung Quốc, Việt Nam. Anh và ngôi sao Hwang Kwanghee sau đó được chỉ định làm người dẫn chương trình cho The Music Trend (còn được biết đến là Inkigayo).
Bước độ phá của anh vẫn tiếp tục khi anh đóng vai chính trong bộ phim đã bán cháy vé vào năm 2013 Secretly, Greatly, một phim hành động hài hước, trong vai một điệp viên Bắc Triều Tiên cải trang thành một học sinh trung học. Anh đã hát "Ode to Youth" cho nhạc phim.
Năm 2014, anh và bạn thân Park Ji-bin (cả hai đều là diễn viên nhí và cùng làm chung một công ty) xuất hiện trong một chương trình thức tế Real Mate ở Saipan. Anh còn đóng vai chính trong phim trộm cắp The Con Artists trong vai hacker.

## Học vấn
- Trường Trung học cơ sở Beom-kye
- Trường Trung học phổ thông Pyeong-chon
- Trường Đại học Dong-gook, khoa Sân khấu - Điện ảnh

## Điện ảnh

### Phim truyền hình
| Năm  | Tiêu đề                                  | Vai trò             | Kênh      | Chú thích                              |
| ---- | ---------------------------------------- | ------------------- | --------- | -------------------------------------- |
| 2004 | Oolla Boolla Blue-jjang                  |                     | KBS       |                                        |
| 2005 | Spring Day                               |                     | SBS       |                                        |
| 2006 | Hwarang Fighter Maru                     | Seo Da-ham          | KBS2      |                                        |
| 2007 | Thái vương tứ thần ký                    | Cheoro lúc nhỏ      | MBC       |                                        |
| 2007 | Kẻ môi giới chiến tranh                  | Harry lúc nhỏ       | SBS       |                                        |
| 2008 | Thế Tông Đại vương                       | Vua Choong-nyeong   | KBS1/KBS2 |                                        |
| 2008 | Things We Do That We Know We Will Regret |                     | KBS2      | Tập 4: On a Night Sparkling with Stars |
| 2009 | The Return of Iljimae                    | Cha Dol-yi          | MBC       |                                        |
| 2009 | Thiện Đức nữ vương                       | Kim Yushin lúc nhỏ  | MBC       |                                        |
| 2009 | What's for Dinner?                       | Tommy               | MBC       |                                        |
| 2010 | Cao thủ học đường                        | Hong Chan-doo       | KBS2      |                                        |
| 2011 | Gyebaek                                  | Gyebaek lúc nhỏ     | MBC       |                                        |
| 2011 | Brain                                    | Park Dong hwa       | KBS2      | Khách mời tập 2, 3 và 4                |
| 2012 | Man from the Equator                     | Kim Sun-woo lúc nhỏ | KBS2      |                                        |
| 2012 | To the Beautiful You                     | Cha Eun-gyul        | SBS       | Chuyển thể từ Hana-Kimi                |
| 2016 | Moorim School                            | Yoon Shiwoo         | KBS 2     |                                        |
| 2017 | The Liar and His Lover                   | Kang Han Gyeol      | tvN       |                                        |

### Phim
| Năm  | Tiêu đề                       | Vai trò         | Chú thích                          |
| ---- | ----------------------------- | --------------- | ---------------------------------- |
| 2005 | Baribari Jjang                |                 |                                    |
| 2006 | Holiday                       |                 |                                    |
| 2006 | A Dirty Carnival              | Min-ho lúc nhỏ  |                                    |
| 2007 | Hwang Jin Yi                  | Nomi lúc nhỏ    |                                    |
| 2010 | The Loneliness of Butcher Boy | Tae-shik        | short film từ Short! Short! Short! |
| 2011 | GLove                         | Kim Jin-man     |                                    |
| 2013 | Secretly, Greatly             | Rhee Hae-jin    |                                    |
| 2014 | The Con Artists               | Jong-bae        |                                    |
| 2015 | Beauty Inside                 | Woo-jin         |                                    |
| 2015 | Battle of Yeonpyeong          | Park Dong-hyeok |                                    |
| 2022 | Money Heist                   | Rio             |                                    |
| 2024 | Cinderella at 2AM             | Lee Seong-min   |                                    |

### Music video
| Năm  | Ca khúc                                | Ca sĩ                        |
| ---- | -------------------------------------- | ---------------------------- |
| 2011 | "You and I"                            | IU                           |
| 2012 | "First Love's Melody"                  | Acoustic Collabo             |
| 2013 | "I Love You " " An Ode To Youth"       | Akdong Musician Lee Hyun Woo |
| 2016 | "Feel so good", "One thing" "Your Face | Lee Hyun Woo                 |
| 2019 | "Above the time                        | IU                           |

- Chương trình ca nhạc

| Ngày                                       | Tiêu đề         | Vai trò | Kênh |
| ------------------------------------------ | --------------- | ------- | ---- |
| 8 tháng 12 năm 2011 – 14 tháng 3 năm 2012  | Music on Top    | Chủ trì | jTBC |
| 16 tháng 12 năm 2012 – 26 tháng 1 năm 2014 | The Music Trend | Chủ trì | SBS  |
|                                            |                 |         |      |

### Chương trình thực tế
| Năm  | Tiêu đề                                            | Kênh  | Chú thích                                   |
| ---- | -------------------------------------------------- | ----- | ------------------------------------------- |
| 2012 | Strong Heart                                       | SBS   | Khách mời tập 142                           |
| 2012 | Invincible Youth Season 2                          | KBS2  | Khách mời tập 26                            |
| 2013 | Running Man                                        | SBS   | Khách mời tập 147 với Kim Soo Hyun          |
| 2013 | Hwasin – Controller of the Heart                   | SBS   | Khách mời tập 22                            |
| 2014 | Lee Hyun-woo and Park Ji-bin's Real Mate in Saipan | QTV   | Chương trình thực tế với Park Ji-bin        |
| 2014 | Running Man                                        | SBS   | Khách mời tập 225 với Kim Woo-bin           |
| 2015 | Happy Together 3                                   | KBS 2 | Khách mời tập 401 (2.7.2015) với JinGoo,... |
| 2015 | Hello Counselor                                    | KBS 2 | Coming soon...                              |

## Nhạc kịch
| Năm  | Tiêu đề   | Vai trò |
| ---- | --------- | ------- |
| 2010 | Footloose | Ren     |

## Đĩa nhạc
| Năm  | Tiêu đề                        | Album                                  |
| ---- | ------------------------------ | -------------------------------------- |
| 2013 | "Ode to Youth"                 | OST Secretly, Greatly                  |
| 2015 | "It's a lie"                   | O-Broject (ft. Lee Hyun Woo, Bromance) |
| 2016 | "Feel So Good ", " One Thing " | OST Moorim School                      |

## Giải thưởng và đề cử
| Năm  | Giải thưởng                                  | Thể loại                    | Đề cử                | Kết quả   |
| ---- | -------------------------------------------- | --------------------------- | -------------------- | --------- |
| 2008 | KBS Drama Awards                             | Diễn viên trẻ tuổi xuất sắc | Thế Tông Đại vương   | Đoạt giải |
| 2012 | SBS Drama Awards                             | Giải ngôi sao mới           | To the Beautiful You | Đoạt giải |
| 2012 | KBS Drama Awards                             | Diễn viên mới xuất sắc      | Man from the Equator | Đề cử     |
| 2013 | 22nd Buil Film Awards                        | Diễn viên mới xuất sắc      | Secretly, Greatly    | Đề cử     |
| 2013 | 34th Blue Dragon Film Awards                 | Diễn viên mới xuất sắc      | Secretly, Greatly    | Đề cử     |
| 2014 | 9th Asia Model Festival Awards               | Giải ngôi sao mới           | —                    | Đoạt giải |
| 2014 | 16th Seoul International Youth Film Festival | Diễn viên trẻ xuất sắc      | Secretly, Greatly    | Đề cử     |

## Liên kết
- Lee Hyun-woo trên Twitter
- Lee Hyun-woo trên Cyworld

- Lee Hyun-woo trên Instagram
- Lee Hyun-woo trên Sina Weibo
- Lee Hyun-woo tại KeyEast
- Lee Hyun-woo trên HanCinema
- Lee Hyun-woo tại Korean Movie Database
- Lee Hyun-woo trên IMDb